# Rickie Fowler
Rick Yutaka "Rickie" Fowler (født 13. december 1988 i Anaheim, Californien, USA) er en amerikansk golfspiller, der spiller på PGA Tour. Han har (pr. juni 2022) vundet 5 gange på PGA Tour, og hans bedste resultat i en Major-turnering er hans tre 2.-pladser, som han opnåede ved The Open i 2014, US Open i 2014 og Masters i 2018.
Fowler er fire gange blevet udtaget til det amerikanske hold ved Ryder Cuppen.